# Cây cột Tháng Bảy

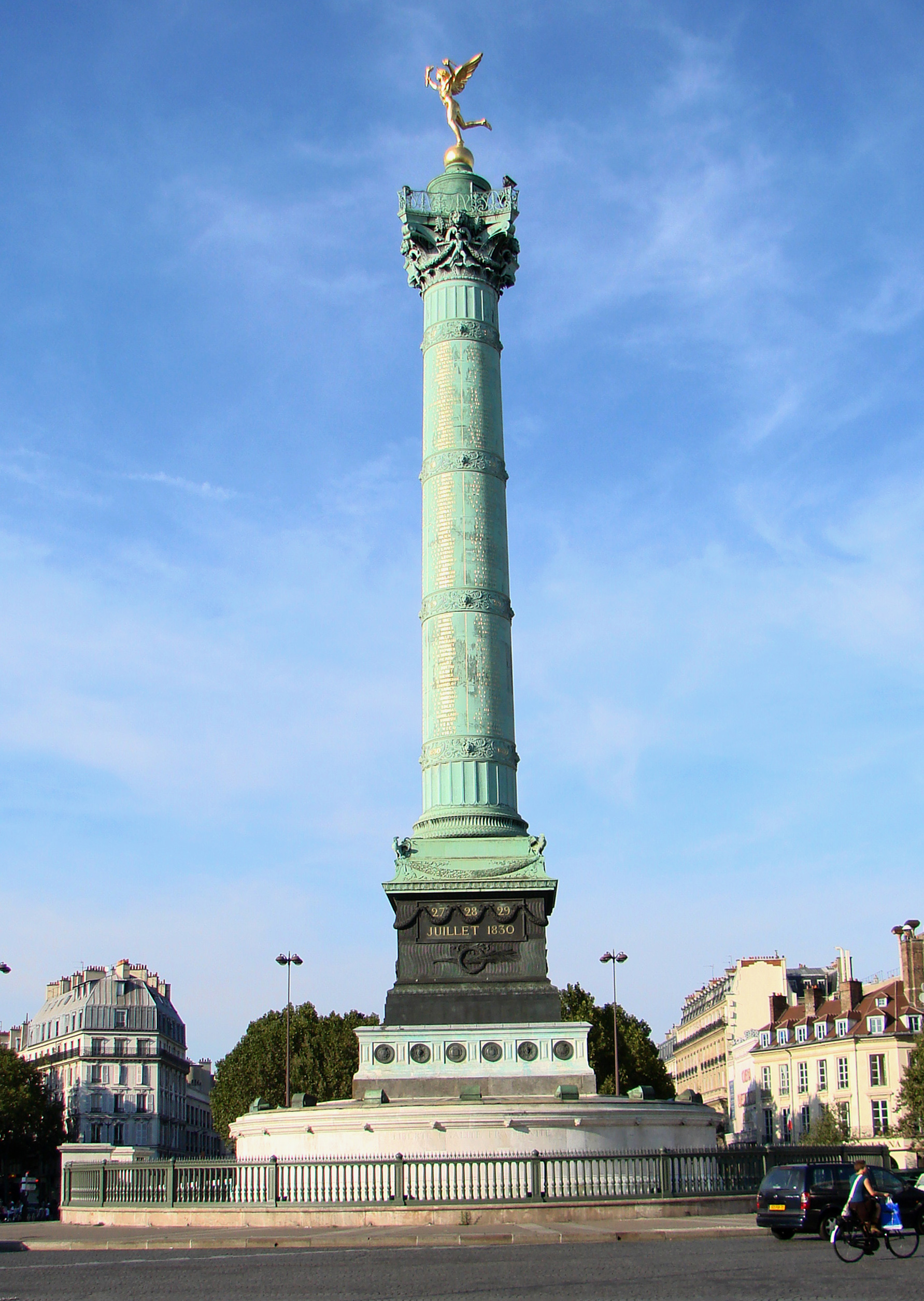

Cây cột Tháng Bảy (tiếng Pháp: Colonne de Juillet) là một công trình nằm giữa quảng trường Bastille, thành phố Paris. Bằng chất liệu đồng, cột Tháng Bảy nặng 74 tấn, cao 47 mét, được khánh thành ngày 28 tháng 7 năm 1840. Tuy có vị trí là địa điểm lịch sử của Cách mạng Pháp 1789, nhưng cây cột Tháng Bảy lại là công trình tưởng niệm các nạn nhân của Cách mạng tháng Bảy năm 1830.
Cây cột Tháng Bảy đặt trên một bệ đá trắng, xung quanh bao bọc bởi hàng rào thép. Phần thân cột khắc tên 504 nạn nhân của Cách mạng tháng Bảy, trên đỉnh đặt bức tượng thần Tự do (Génie de la liberté) màu vàng, tác phẩm của nhà điêu khắc Augustin Dumont. Một mặt của bệ khắc dòng chữ:
| "Dành cho vinh quang của những công dân Pháp người đã cầm vũ khí và chiến đấu để bảo vệ tự do trong ba ngày đáng nhớ 27, 28, 29 tháng 7 năm 1830" |

Việc xây dựng cây cột Tháng Bảy được dự định từ thời Cách mạng Pháp. Ngày 14 tháng 7 năm 1792, viên đá đầu tiên đã được đặt xuống, nhưng sau đó dự án bị hủy bỏ. Năm 1793, tại vị trí trung tâm quảng trường, một đài phun nước được xây dựng.
Năm 1808, Napoléon Bonaparte xây dựng một đài phun nước lớn trên vị trí cũ của ngục Bastille để ghi lại dấu ấn của Đệ nhất đế chế. Đến 1810, hoàng đế quyết định chính thức: "Dựng tại Bastille một đài phun nước mang hình con voi bằng đồng, được làm từ các khẩu pháo lấy của những người Tây Ban Nha". Con voi quảng trường Bastille cao 24 mét, cầu thang xoáy ốc nằm ở một trong bốn chân dẫn lên tới đỉnh. Hai kiến trúc sư Jean-Antoine Alavoine và Charles Percier đã bắt đầu công việc, nhưng chỉ có phần bệ và một mẫu bằng thạch cao được hoàn thành vào năm 1813. Sau khi Đệ nhất đế chế sụp đổ, công trình dang dở cũng rơi vào tình trạng đổ nát. Tuy vậy nó vẫn tồn tại một thời gian dài nhờ một người đàn ông tên là Levasseur, sống trong một chân của con voi, bảo vệ. Con voi quảng trường Bastille trở nên nổi tiếng khi được Victor Hugo đưa vào tác phẩm Những người khốn khổ (Les Misérables), trở thành nơi trú ngụ của nhân vật Gavroche.
Năm 1833, Louis Philippe I quyết định quay lại với dự án từ thời Cách mạng Pháp, nhưng cây cột sẽ dành để tưởng niệm các nạn nhân của Cách mạng tháng Bảy năm 1830, chính biến giúp Louis Philippe lên ngôi. Kiến trúc sư Jean-Antoine Alavoine nhận trách nhiệm xây dựng và Louis Duc trang trí với cảm hứng từ cột Trajan ở Roma.
Phần thân cột được đúc ở Fourchambault rồi chuyển về quảng trường Bastille. Riêng phần mũ nặng 11 tấn được đúc ở Roule. Trên đường vận chuyển, 12 con ngựa kéo xe đã dừng lại ở đại lộ Ménilmontant, không chịu đi tiếp. Đám đông đi theo đành quyết định tháo cương ngựa, tự đẩy xe tới quảng trường Bastille. Ngày 28 tháng 4 năm 1840, công trình được khánh thành.
|                  |                                                      |                     |
| Tượng thần Tự do | Những người đồng tính trong ngày diễu hành Gay Pride | Dòng chữ tưởng niệm |